# Великоіжморська сільська рада
Великоіжморська сільська рада (рос. Большеижморский сельский совет) — сільське поселення у складі Земетчинського району Пензенської області Росії.
Адміністративний центр — село Велика Іжмора.

## Історія
2006 року ліквідовано селище Разін.

## Населення
Населення — 1284 особи (2019; 1590 в 2010, 2196 у 2002).

## Склад
До складу сільської ради входять:
| Населений пункт        | Населення, осіб (2002) | Населення, осіб (2010) |
| ---------------------- | ---------------------- | ---------------------- |
| Велика Іжмора, село    | 1198                   | 960                    |
| Десятий Октябр, селище | 96                     | 48                     |
| Мала Іжмора, село      | 902                    | 582                    |